# Таргинський сільський округ
Тарги́нський сільський округ (каз. Тарғын ауылдық округі, рос. Таргынский сельский округ) — адміністративна одиниця у складі Уланського району Східноказахстанської області Казахстану. Адміністративний центр — село Таргин.
Населення — 2210 осіб (2021; 2901 у 2009, 3158 у 1999, 3022 у 1989).
Станом на 1989 рік існувала Таргинська сільська рада (села Верхня Тайинта, Жанатас, Манат, Скалисте, Таргин).

## Склад
До складу округу входять такі населені пункти:
| Населений пункт       | Старі назви    | Населення, осіб (1989) | Населення, осіб (1999) | Населення, осіб (2009) | Населення, осіб (2021) |
| --------------------- | -------------- | ---------------------- | ---------------------- | ---------------------- | ---------------------- |
| Верхні Таїнти, село   | Верхня Тайинта | 782                    | 717                    | 625                    | 340                    |
| Жантас, село          | Жанатас        | 254                    | 250                    | 173                    | 136                    |
| Ізгутти Айтиков, село | Скалисте       | 583                    | 678                    | 689                    | 575                    |
| Манат, село           | -              | 285                    | 379                    | 199                    | 117                    |
| Таргин, село          | -              | 1118                   | 1134                   | 1215                   | 1042                   |